# Cúan
Cúan (fallecido en 752), fue un abad irlandés que fundó de muchas iglesias y monasterios en Irlanda. 
Vivió hasta casi 100 años. Poco se sabe de él, pero se menciona en los Anales de Inisfallen como el abad "Liath Mo-Chaemóc". El Pozo de San Cuán, cerca de Ahascragh, es un pozo sagrado asociado con él. San Cúan es conmemorado el 1 de enero por las comunidades ortodoxas de rito occidental.
- Datos: Q5202799